# Мудходжі I
Мудходжі I (гінді माधोजी भोंसले; д/н — 19 травня 1788) — 4-й магараджа Наґпура в 1775—1788 роках.

## Життєпис

### Боротьба за владу
Походив з династії Бхонсле, гілки Хінганікар. Син магараджи Раґходжі I від першої його дружини. 1755 року після смерті батька висунув свої претензії на трон, виступивши проти зведеного брата Джаноджі. Отримав допомогу від пешви Баладжі Баджі Рао, який визначив за Мудходжі князівство Чандрапур.
Втім Мудходжі невдовзі знову виступив проти брата-магараджи, але зазнав невдачі. Через деякий час замирився з Джаноджі, втім 1759 року вкотре повстав, проте в битві біля Рахатганви Мудходжі було переможено. Невдовзі було укладено договір, за яким було вирішено, що Мудходжі братиме активну участь в урядуванні князівства.
1760 року спільно з Джаноджі брав участь у битві біля Удагіра, де армія пешви перемогла Салабат Джанга, нізама Гайдарабаду. Того ж року проти Мудходжі повстали власні командувачі, чим скористався Джаноджі, який зайняв Чандрапур. Але невдовзі замирився з братом, домовившись про усиновлення свого сина Раґходжі магараджею Джаноджі, якого останній оголосив своїм спадкоємцем. З цього часу Мудходжі діяв спільно з Джаноджі.
1772 року після смерті Джаноджі намагався посадити на трон свого сина Раґходжі, чому завадив зведений брат Сабаджі, якого підтримав пешва Мадхав Рао I. У відповідь Мудходжі відступив до Чандрапуру, де зібрав 25-тисячне військо. 1773 року битва біля Кумхарі не виявила переможця. Зрештою брати домовилися, що Раґходжі стає правителем, а Мудходжі — регентом. При цьому Сабаджі отримує частку в управлінні князівством. Це рішення мав би затвердити новий пешва Нараян Рао. Втім обидві сторони невдовзі довідалися про конфлікт пешви зі своїм регентом Раґханатх Рао. Того підтримав Мудходжі. В свою чергу допомогу Сабаджі надав Асаф Джах II, нізам Гайдарабаду. Невдовзі почалася перша англо-маратхська війна, викликана діями Раґханатх Рао.
Мудходжі продовжив боротьбу проти Сабаджі, здобувши 26 січня 1775 року в битві біля Панчгаону вирішальну перемогу, де загинув його суперник. Мудходжі замість малолітнього сина оголосив себе магараджею.

### Панування
Невдовзі повстав Шиваджі Бхонсле, намісник Амраваті, якого підтримав впливовий клан Барабхаїв. Але Мудходжі I швидко придушив це повстання. Невдовзі долучився до війни з Британською Ост-Індською компанією, домовившись з Нана Франавісом, регентом за пешви Мадхав Рао II, про атаку британців в Бенгалії, щоб перешкодити війська, відправленим Ворреном Гастінгсом. Але останній підкупив міністрів Хандоджі Бхонсле і Дівакарпанта Коргаде, які порадили магараджи замиритися з британцями, що дозволило тим під орудою Томаса Годдарда 1778 року перейти до Гуджарату. Також Мудходжі I видав Воррену Гастінгсу політичні та військові плани Нани Фарнавіса. З цього часу князівство Нагпур не брало жодної участі в англо-маратхській війні.
1781 року приєднав до своїх володінь князівство Гарха. 1785 року брав участь у військовій кампанії пешви проти майсурського володаря Тіпу Султана, якому 1786 року в битві біля Бадумі було завдано поразки. Затримавшись в пуні, повернувся до Нагпуру в 1787 року вже хворим. Помер у травні 1788 року. Владу спадкував його син Раґходжі II.